# Броди (Плонський повіт)
Броди (пол. Brody) — село в Польщі, у гміні Плонськ Плонського повіту Мазовецького воєводства.
Населення — 318 осіб (2011).
У 1975-1998 роках село належало до Цехановського воєводства.

## Демографія
Демографічна структура станом на 31 березня 2011 року:
|          | Загалом | Допрацездатний вік | Працездатний вік | Постпрацездатний вік |
| -------- | ------- | ------------------ | ---------------- | -------------------- |
| Чоловіки | 169     | 38                 | 114              | 17                   |
| Жінки    | 149     | 32                 | 91               | 26                   |
| Разом    | 318     | 70                 | 205              | 43                   |